# Huis Ivrea
Het huis Ivrea, of Huis der paltsgraven van Bourgondië, is een dynastie afkomstig van de boorden van de Saône, die einde 9e eeuw naar het noorden van het huidige Italië trok en daar de titel verwierf van markgraaf van Ivrea in Piëmont. Na deze trans-Alpijnse episode, heeft de familie zich in Bourgondië gevestigd, waar zij paltsgraven van Bourgondië werden. Een jongere bastaardtak, het huis Trastámara, kwam op de tronen van Castilië en Aragon.

## Bekende leden van het huis Ivrea
Onderstaande tabel laat de bekende leden van het huis Ivrea zien.
| Naam                       | Periode     | Bijzonderheden                                  |
| -------------------------- | ----------- | ----------------------------------------------- |
| Anscarius van Ivrea        | 840 - 902   | markgraaf van Ivrea en stichter van het huis    |
| Berengarius II             | 900 - 966   | koning van Italië                               |
| Otto Willem van Bourgondië | 986 - 1026  | graaf van Bourgondië                            |
| Reinoud I van Bourgondië   | 986 - 1057  | graaf van Bourgondië                            |
| Willem I van Bourgondië    | 1057 - 1087 | graaf van Bourgondië                            |
| Reinoud II van Bourgondië  | 1087 - 1097 | graaf van Bourgondië                            |
| Stefanus I van Bourgondië  | 1097 - 1102 | graaf van Bourgondië                            |
| Reinoud III van Bourgondië | 1102 - 1148 | graaf van Bourgondië                            |
| Willem II van Bourgondië   | 1097 - 1125 | graaf van Bourgondië                            |
| Willem III van Bourgondië  | 1125 - 1127 | graaf van Bourgondië                            |
| Beatrix I van Bourgondië   | 1148 - 1184 | graaf van Bourgondië                            |
| Otto IV van Bourgondië     | 1279 - 1303 | graaf van Bourgondië                            |
| Robert van Bourgondië      | 1303 - 1315 | graaf van Bourgondië                            |
| Blanca van Bourgondië      | 1296 - 1326 | koningin van Frankrijk                          |
| Johanna II van Bourgondië  | 1315 - 1330 | koningin van Frankrijk                          |
| Raymond van Bourgondië     | 1059 - 1107 | gehuwd met Urraca van Castilië en León          |
| Blanca van Castilië        | 1188 - 1252 | gehuwd met Lodewijk VIII                        |
| Paus Calixtus II           | 1050 - 1124 | 162e paus van Rome, uit het Huis van Bourgondië |
| Claudia van Chalon         | 1498 - 1521 | moeder van René van Chalon, prins van Oranje    |